# Тус, Антон
Антон Тус (хорв. Anton Tus; 22 ноября 1931, Брибир около Скрадина, Шибеникско-Книнская жупания, Королевство Югославия — 4 сентября 2023, Загреб, Хорватия) — югославский и хорватский военный деятель, генерал армии Вооружённых сил Хорватии, первый начальник генерального штаба Армии Хорватии (1991—1992). Участник гражданской войны в Югославии.

## Биография
Антон Тус окончил югославскую Военно-воздушную академию и начал службу в 1960-е годы. В 1968 году Тус становится командующим 204-го истребительного авиационного полка ВВС Югославии (аэродром Батайница), которым командовал до 1969 года. Затем Туса назначили командующим 5-м авиационным корпусом, базирующимся в Хорватии. В 1985 году Тус становится командующим югославских военно-воздушных сил. В мае 1991 года на фоне распада Югославии Тус был отправлен в отставку со своей должности.
В сентябре 1991 года генерал Тус был назначен первым начальником генерального штаба хорватских вооружённых сил. В ноябре 1992 года Тус был заменён генералом Янко Бобетко. В период с 1992 по 1995 год он был главным военным советником президента Франьо Туджмана, прежде чем стать главой Управления Министерства обороны по вопросам международного сотрудничества в период между 1995 и 2001 годов. В 2001 году он был назначен на должность начальника Хорватской миссии в НАТО до выхода на пенсию в 2005 году.
Скончался 4 сентября 2023 года на 92-м году жизни.

## Награды

### СФРЮ
- Орден Республики с серебряным венком
- Орден Югославского флага
- Орден «За заслуги перед народом» с золотой и бронзовой звёздами
- Орден братства и единства с серебряной звездой
- Орден Югославской Народной Армии с золотой и серебряной звёздами
- Орден Военных заслуг с золотыми и серебряными мечами

### Хорватия
- Великий орден короля Петара Крешимира IV[4]
- Орден князя Домагоя
- Орден Николы Шубича Зриньски
- Орден хорватского трилистника